# لويس برايس
لويس برايس (بالإنجليزية: Lewis Price)‏ (و. 1984  م) هو لاعب كرة قدم، من المملكة المتحدة، ولد في بورنموث، يلعب كحارس مرمى.

## مسيرته الكروية
لعب لويس برايس خلال مسيرته الاحترافية مع 11 ناديًا في واحد وعشرون موسمًا ولم يسجل خلالها أي هدف ضمن 150 مباراة. ولم يفز بأي موسم بالكأس أو بالدوري.
خاض لويس برايس مسيرته مع نادي إيبسويتش تاون في موسم 2003–04 في المرة الأولى ولمدة موسمين ثم في موسم 2005–06 ولمدة موسمين، مشاركًا طوالها في 68 مباراة ولم يسجل أي هدف. ثم انتقل إلى نادي كامبريدج يونايتد في موسم 2004–05 لمدة موسم واحد، حيث شارك في 6 مباريات ولم يسجل أي هدف أيضًا. لينتقل بعدها إلى نادي ديربي كاونتي في موسم 2007–08 لمدة موسم واحد، مشاركًا في 6 مباريات ولم يسجل أي هدف أيضًا. ثم انتقل إلى نادي لوتون تاون في موسم 2008–09 لمدة موسم واحد، مشاركًا في مباراة ولم يسجل أي هدف أيضًا. هذا وانتقل لاحقًا إلى نادي برينتفورد في موسم 2009–10 لمدة موسم واحد، مشاركًا في 13 مباراة ولم يسجل أي هدف أيضًا. ثم انتقل بعدها إلى نادي كريستال بالاس في موسم 2010–11 ليلعب معه خمسة مواسم، مشاركًا في 6 مباريات ولم يسجل أي هدف أيضًا. ليعود وينتقل من جديد، لكن هذه المرة إلى نادي مانسفيلد تاون في موسم 2013–14 لمدة موسم واحد، مشاركًا في 5 مباريات ولم يسجل أي هدف أيضًا. لينتقل بعدها إلى نادي كرولي تاون في موسم 2014–15 لمدة موسم واحد، مشاركًا في 18 مباراة ولم يسجل أي هدف أيضًا. ثم لعب في نادي شيفيلد وينزداي في موسم 2015–16 لمدة موسم واحد، مشاركًا في 5 مباريات ولم يسجل أي هدف أيضًا. ليعود ويرتحل عنه إلى نادي روذرهام يونايتد في موسم 2016–17 ليلعب معه أربعة مواسم، مشاركًا في 20 مباراة ولم يسجل أي هدف أيضًا.

## روابط خارجية
- لويس برايس على موقع قاعدة بيانات كرة القدم.إي يو (الإنجليزية)
- لويس برايس على موقع ناشيونال فوتبول تيمز (الإنجليزية)
- لويس برايس على موقع Soccerbase.com (لاعب) (الإنجليزية)
- لويس برايس على موقع عالم كرة القدم.نت (الإنجليزية)
- لويس برايس على موقع AS.com (الإسبانية)